# Brachystetha nitrariae
Brachystetha nitrariae  (лат.) — вид полужесткокрылых насекомых-листоблошек рода Brachystetha из семейства Aphalaridae.

## Распространение
Палеарктика, в том числе: Израиль, Казахстан.

## Описание
Мелкие листоблошковые насекомые (менее 3 мм) с прыгательными задними ногами. 
Питаются соками растений, таких как Селитрянка притуплённая (Nitraria retusa, семейство Селитрянковые, порядок Сапиндоцветные). Вид был впервые описан в 1964 году российским энтомологом Мариной Михайловной Логиновой (Зоологический институт АН СССР, Ленинград).